# Бистшейовиці-Перші
Бистшейовиці-Перші (пол. Bystrzejowice Pierwsze) — село в Польщі, у гміні П'яскі Свідницького повіту Люблінського воєводства.
Населення — 1073 особи (2011).

## Демографія
Демографічна структура станом на 31 березня 2011 року:
|          | Загалом | Допрацездатний вік | Працездатний вік | Постпрацездатний вік |
| -------- | ------- | ------------------ | ---------------- | -------------------- |
| Чоловіки | 521     | 109                | 369              | 43                   |
| Жінки    | 552     | 114                | 308              | 130                  |
| Разом    | 1073    | 223                | 677              | 173                  |